# Isle of Mans flygplats
Isle of Mans flygplats, även Ronaldsway flygplats, är en regional flygplats på Isle of Man. Flygplatsen öppnades 1928. Den ligger i södra delen av ön vid Ronaldsway nära Castletown, 11 km sydväst om Douglas,öns huvudstad. Tillsammans med Isle of Man Sea Terminal är det en av de två huvudportarna till ön. Flygplatsen har reguljärtrafik till Storbritannien och Irland. Det sker även charterflyg under säsong till Mallorca, Menorca och Genève.

## Historik
Ronaldsway användes först som ett flygfält 1928 med passagerartrafik till Storbritannien från 1933, som drevs av Blackpool and West Coast Air Services (senare West Coast Air Services). Ytterligare tjänster etablerades av Aer Lingus och Railway Air Services (RAS) från 1934. Från 1937 överfördes RAS-verksamheten från Ronaldsway till Storbritannien till Isle of Man Air Services.

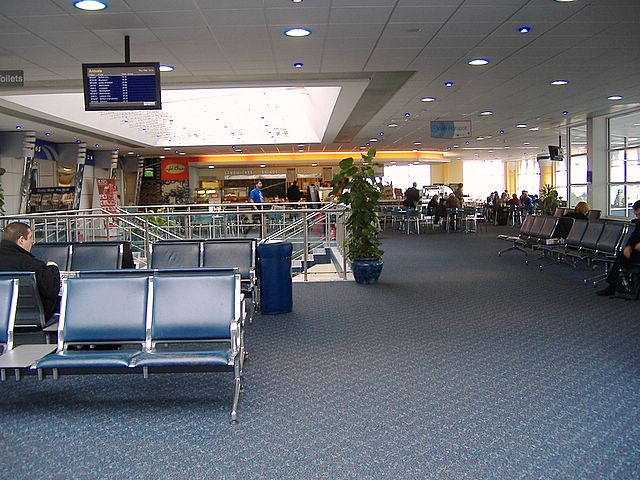
Terminalinteriör

Flygfältet kom under Royal Air Force kontroll vid utbrottet av andra världskriget. Känd som RAF Ronaldsway, var det ett av få flygfält som fortsatte att driva civila flygningar under hela krigstiden. RAF-verksamheten fortsatte fram till 1943 då flygfältet överlämnades till amiralitetet för vidareutveckling som utbildningsstation för Fleet Air Arm.
Flygplatsen, RNAS Ronaldsway, togs ur drift 1943 under nästan tolv månaders för omfattande renovering. Sommaren 1944 hade flygfältet utvecklats från ett gräslandningsområde med några hangarer till ett flygfält med fyra landningsbanor med infrastruktur för att hysa och driva tre träningsskvadroner med Barracuda-torpedbombplan.
Flygplatsen återgick till enbart civil flygning nästan omedelbart efter kriget, men flygfältet förblev i amiralitetets ägo tills det 1948 såldes till Isle of Man-regeringen för 200 000 GBP, långt under den 1 miljon pund som den brittiska regeringen hade spenderat på att bygga flygplatsbyggnader och landningsbanor, plus de 105 000 GBP som betalades av amiralitetet 1943 för att köpa platsen. Flera Manx-baserade flygbolag bildades under de tidiga efterkrigsåren för att bedriva reguljär- och chartertrafik till det brittiska fastlandet.
Ett projekt av Ellis Brown Architects började i november 1998 för att utöka flygplatsen och förbättra de faciliteter som är tillgängliga för passagerare. I mars 2000 invigdes den nya tillbyggnaden, som tillhandahåller ett nytt cateringställe vid ankomstområde, bagagehall och avgångslounge. Den befintliga delen av flygplatsen renoverades under denna tid för att ge förbättrade incheckningsfaciliteter och kontor, kopplat till utbyggnaden med en ny flygplatsingång. I mars 2006 beviljades finansiering för ytterligare en förlängning av Tynwald för att öka antalet avgångsportar, med arbete som skulle vara klart sommaren 2007.
I april 2008 beviljade Tynwald ett stort projekt för förlängning av startbanan på flygplatsen. Banan skulle förlängas med 245 m ut i Irländska sjön genom att bygga en stensäkrad udde. Det var en del av en plan på 44 miljoner pund som också inkluderade återbeläggning av banan under sommaren 2008 och förlängningsarbetet som påbörjades våren 2008 och slutfördes i början av 2011. Även om studien ursprungligen undersökte konsekvenserna av flygets behov av banlängd, har flygplatsledningen förnekat att förlängningen var avsedd för användning av tyngre flygplan i framtiden, och angav att ytbeläggningen och förlängningen ska följa de senaste internationella säkerhetsstandarderna. Efter slutförandet av projektet är   Boeing 757 det största flygplanet som kan utnyttja Ronaldsway fullt ut. I september 2019 meddelade Flybe att bolaget skulle lägga ner sin basverksamhet på flygplatsen under våren 2020.
De nu nedlagda regionala flygbolagen, Citywing och Manx Airlines, hade sina huvudkontor på flygplatsen. Manx Military and Aviation Museum, som ligger intill flygplatsen, har utställningar och information om flygets historia på ön.

## Flygbolag och destinationer
Följande flygbolag erbjuder reguljära reguljär- och charterflyg på Isle of Man 2023:
| Flygbolag    | Destinationer                                                                       |
| ------------ | ----------------------------------------------------------------------------------- |
| Aer Lingus   | Belfast–City, Dublin                                                                |
| Blue Islands | Jersey                                                                              |
| easyJet      | Belfast–International, Bristol, Liverpool, London–Gatwick, Manchester               |
| Loganair     | Birmingham, Edinburgh, Liverpool, London–City, London–Heathrow, Manchester, Newquay |